# السهول الداخلية
السهول الداخلية (بالإنجليزية: Interior Plains) هي منطقة فيزيوغرافية شاسعة تنتشر في جميع أنحاء الكتلة الصخرية لورنتيان وسط أمريكا الشمالية.

## معلومات جغرافية

تظهر السهول الداخلية باللون الأحمر.

السهول الداخلية هي عبارة عن قسم فيزيوغرافي يشمل 8 محافظات فيزيوغرافية مختلفة، هي: الهضاب الداخلية المنخفضة والسهول العظمى والأراضي الوسطى المنخفضة ودلتا ماكينزي، وأراضي مانيتوبا المنخفضة وسهول بوريال الشمالية وسهوب البراري، ومنطقة سهول وهضاب بوريال الجنوبية.

## الجيولوجيا والجغرافيا الطبيعية
تشكلت هذه المنطقة في الأصل عندما اصطدمت الكتل الصخرية وتلاحمت معًا منذ 1.9 مليار سنة في تكوين جبل ترنس هودسن (Trans-Hudson) فترة العصر البروتيروزوي.
تشكل الآن المتحولة عصر ما قبل الكمبري والصخور النارية الطبقة السفلية للسهول الداخلية وتُكون النواة المستقرة لأمريكا الشمالية. باستثناء بلاك هيلز في داكوتا الجنوبية، يوجد في المنطقة بأسرها منفذ منخفض، مما يعكس أكثر من 500 مليون سنة من الاستقرار النسبي التكتونية.
تقع منطقة السهول الداخلية في الولايات المتحدة وكندا ضمن هذه المنطقة. كانت السهول الداخلية في كثير من الأحيان الطريق البحري الغربي الداخلي الضحلة. تراكمت رواسب الدرع وجبال روكي في هذه البحار لملايين السنين. في النهاية تم ضغط هذه الرواسب في داخل الصخور الرسوبية بفعل وزن الطبقات العليا. يتكون جزء من الصخور الرسوبية المترسبة في هذه المناطق من الشعاب المرجانية التي تشكلت بالقرب من سطح البحار خلال عصر البايلوزويكا (الحياة القديمة).

### العصر القديم والعصر المتوسط
خلال العصر القديم والعصر المتوسط، ظلت معظم منطقة السهول الداخلية المنخفضة غير متأثرة نسبيًا باصطدامات الجبال التكتونية التي كانت تحدث على الهوامش الغربية والشرقية من القارة. خلال معظم العصر المتوسط، كان باطن قارة أمريكا الشمالية في معظمه فوق مستوى سطح البحر، باستثناء منطقتين كبيرتين. خلال العصر الجوراسي، غمر منسوب مياه البحار المرتفع المناطق المنخفضة من القارة، مما شكل بحر صندانس (Sundance Sea)؛ في العصر الطباشيري، معظم منطقة السهول الداخلية غرقت تحت الطريق البحري الغربي الداخلي.

### حقبة العصر الحديث
استمرت الرواسب في التراكم في السهول الداخلية من جبال روكي المتآكلة في الغرب والأبلاش والأوزارك وجبال أوشتا في الشرق والجنوب خلال هذه الفترة. يرجع انبساط السهول الداخلية إلى استواء رواسب التيارات البحرية التي تراكمت في العصر المتوسط والعصر الحديث.